# 国際チェス連盟のタイトル
国際チェス連盟のタイトル（こくさいチェスれんめいのタイトル）は、国際チェス連盟がチェスプレーヤーに各々の成績を基にして授与する称号である。タイトルの取得には通例イロレーティングとノームが基準以上に達することが必要である。国際チェス連盟のタイトルは一度取得すれば終身有効である。男女を問わず取得出来るタイトルの他に、女性のプレーヤーのみ取得できるタイトルもある。

## 性別にかかわらず獲得できるタイトル
世界チャンピオンを別にすれば、上からグランドマスター、インターナショナルマスター、FIDEマスター、キャンディデイトマスターが存在する。
非公式だがグランドマスターの中でも、世界ランキング上位の選手は「スーパーグランドマスター」と呼ばれることもある。

### キャンディデイトマスター (Candidate Master, CM)
2200以上のイロレーティングを獲得すれば授与されるタイトル。

### FIDEマスター (FIDE Master, FM)
2300以上のイロレーティングを獲得すれば授与されるタイトル。
日本国籍者では羽生善治、渡辺暁、上杉晋作、青嶋未来などが授与されている。

### インターナショナルマスター (International Master, IM)
2400以上のイロレーティングを一度でも獲得し、国際大会において2450相当の成績（IMノーム）を3回達成すれば授与される。
日本協会所属の日本国籍者では、南條遼介が2014年8月にIMノーム3回分（2回＋特典規定）及びレーティング2400を達成し、初のIM獲得者となった。また同年12月には既にノームを達成していた小島慎也もレーティングが2400に到達し、IMを獲得した。

### グランドマスター (International Grandmaster, GM)
2500以上のイロレーティングを一度でも獲得し、国際大会において2600相当の成績（GMノーム）を3回達成すれば授与される最上位のタイトル。詳しくはグランドマスターを参照。

## 女性のみ獲得できるタイトル
既出のFIDEのタイトルは性別にかかわらず取得可能だが、以下は女性のプレーヤーのみに授与されるタイトルである。それぞれ上記の性別不問のタイトルより基準点が200点下になっている。

### ウーマンキャンディデイトマスター (Woman Candidate Master, WCM)
ウーマンキャンディデイトマスターは女性のみのタイトルの中では勿論、すべてのタイトルの中で最下位にあたるタイトルである。2000以上のイロレーティングを獲得すれば取得できる。

### ウーマンFIDEマスター (Woman FIDE Master, WFM)
ウーマンFIDEマスターはウーマンキャンディデイトマスターの上のクラスのタイトルである。

### ウーマンインターナショナルマスター (Woman International Master, WIM)
ウーマンインターナショナルマスターはウーマンFIDEマスターの上のクラスのタイトルである。

### ウーマングランドマスター (Woman International Grandmaster, WGM)
ウーマングランドマスターは女性世界チャンピオンを除けば女子のみが取得可能なタイトルでは最も上位に位置するタイトルである。